# 小行星9588
小行星9588（英語：9588 Quesnay）是一颗围绕太阳公转的小行星。1990年11月18日，天文学家艾瑞克·怀特·埃尔斯特在拉西拉天文台发现了此天体。
这颗小行星的绝对星等为90.07981等。